# Phyllotis osgoodi
Phyllotis osgoodi là một loài động vật có vú trong họ Cricetidae, bộ Gặm nhấm. Loài này được Mann mô tả năm 1945.